# عبد الله الزهراني (لاعب كرة قدم مواليد 1993)
عبد الله الزهراني (بالإنجليزية: Abdullah Al-Zahrani)‏؛ مواليد 18 سبتمبر 1993 في جدة ، السعودية، هو لاعب كرة قدم سعودي .
مثل سابقاً النادي الأهلي في الفئات السنية و نادي الرائد ونادي المجزل.

## روابط خارجية
- عبد الله الزهراني على موقع Soccerway.com (الإنجليزية)